# Leptogaster pilosella
Leptogaster pilosella là một loài ruồi trong họ Asilidae. Leptogaster pilosella được Hermann miêu tả năm 1917. Loài này phân bố ở miền Ấn Độ - Mã Lai.